# Kostel svatého patriarchy Abraháma
Kostel svatého patriarchy Abraháma je římskokatolický kostel zasvěcený svatému partiarchovi Abrahamovi postavený v roce 1782 v pozdně barokním slohu v obci Abraham v okrese Galanta.

## Dějiny
První kostel v Abrahame byl dřevěný. V 17. století ho zpustošili němečtí vojáci. Neměl sakristii ani věž. Na konci 17. století měl jen jeden oltář a zvon, který byl v roce 1714 přemístěn do dřevěné zvonice. Před rokem 1756 byla postavena nová dřevěná zvonice, v níž visely 2 zvony.
V roce 1782 byl postaven nový kostel. Před druhou světovou válkou, 31. května 1934 začala jeho největší rekonstrukce, vedená Michalem Tarekem. Byly přistavěny 2 boční lodě, čímž se kostel získal dnešní podobu. Rekonstrukce skončila 24. listopadu 1934 a stála přibližně 200 000 tehdejších korun. V roce 1963 správce fary Dr. Ferdinand Veigl zorganizoval vymalování kostela. Další rekonstrukce kostela byla v letech 1972, 1990 a 2002.
Při kostele stojí kamenný kříž z roku 1759 a pomník padlým vojákům ze začátku 50. let 20. století.